# Creatonotos isabellina
Creatonotos isabellina là một loài bướm đêm thuộc phân họ Arctiinae, họ Erebidae.